# Fritz Fabricius
Fritz Fabricius (18 de maio de 1919 - ) foi um comandante de U-Boot que serviu na Kriegsmarine durante a Segunda Guerra Mundial.